# Born–Bjerrum-egyenlet
A fizikai kémiában a Born–Bjerrum-formula (vagy Born-egyenlet) ion szolvatációjának szabadentalpiájára ad egy közelítést. 

## Fizikai leírása
Az ion-oldószer kölcsönhatás az oldószer ionizálóképességét jellemzi, a részecskék között létrejövő elektrosztatikus kölcsönhatást csak az oldószer permittivitása befolyásolja. Ebből kiindulva Born feltételezte, hogy az i-edik ion szolvatációjának {\displaystyle \Delta _{sol}G_{o}^{i}} standard szabadentalpiája megegyezik az {\displaystyle N_{A}}számú, {\displaystyle z_{i}e} töltésű és {\displaystyle r_{i}} sugarú gömb alakú részecskének vákuumból {\displaystyle \epsilon } permittivitású kontinuumba való kilépésekor végzett munkával. A folyamatban a részecskéről eltávolítjuk a töltéseket, majd átvisszük az adott permittivitású közegbe (oldószerbe), és valamilyen töltést adunk erre, melyhez wt munka kell: {\textstyle \Delta _{sol}G_{i}^{0}=(w_{t}+w_{k})N_{A}}. 
Egy q töltésű, r sugarú gömb felületén az ε permittivitású közegben a {\displaystyle \Psi } potenciál {\textstyle {\frac {1}{4\pi \epsilon }}{\frac {q}{r}}}. Így Wk-ra, vagyis a vákuumban történő töltéseltávolításra a következő formula írható fel: {\displaystyle W_{k}=\int _{z,e}^{0}N_{A}\Psi _{r}dq}Hasonlóan adódik wt értéke is az ε permittivitású oldatban. Ennélfogva a szolvatáció szabadentalpiája: 
{\displaystyle \Delta _{sol}G_{i}^{0}=-{\frac {1}{8\pi r_{i}}}z_{i}^{2}e^{2}N_{A}\left({\frac {1}{\epsilon _{0}}}-{\frac {1}{\epsilon }}\right)}
A fentiekből a Born–Bjerrum-egyenlet megadja a szolvatáció teljes standard entalpiáját: 
{\displaystyle \Delta _{sol}H_{i}^{0}=-{\frac {1}{8\pi }}{\frac {z_{i}^{2}e^{2}N_{A}}{r_{i}}}\left({\frac {1}{\epsilon _{0}}}-{\frac {1}{\epsilon }}-{\frac {T}{\epsilon ^{2}}}\centerdot {\frac {\partial \epsilon }{\partial T}}\right)}
A fenti egyenlet összhangban van a Nernst–Thomson-szabállyal, mely szerint az ionok szolvatációja az adott oldószerben, illetve az oldószer ionizáló képessége nő az oldószer permittivitásával.